# Пенанг
Пенанг је једна од 13 држава Малезије. Њен главни град је Џорџтаун. Налази се на Малајском полуострву и састоји се од два дела: острва Пенанг и континенталног дела где се налази град Себеранг Пераи.